# Palacio Victoria

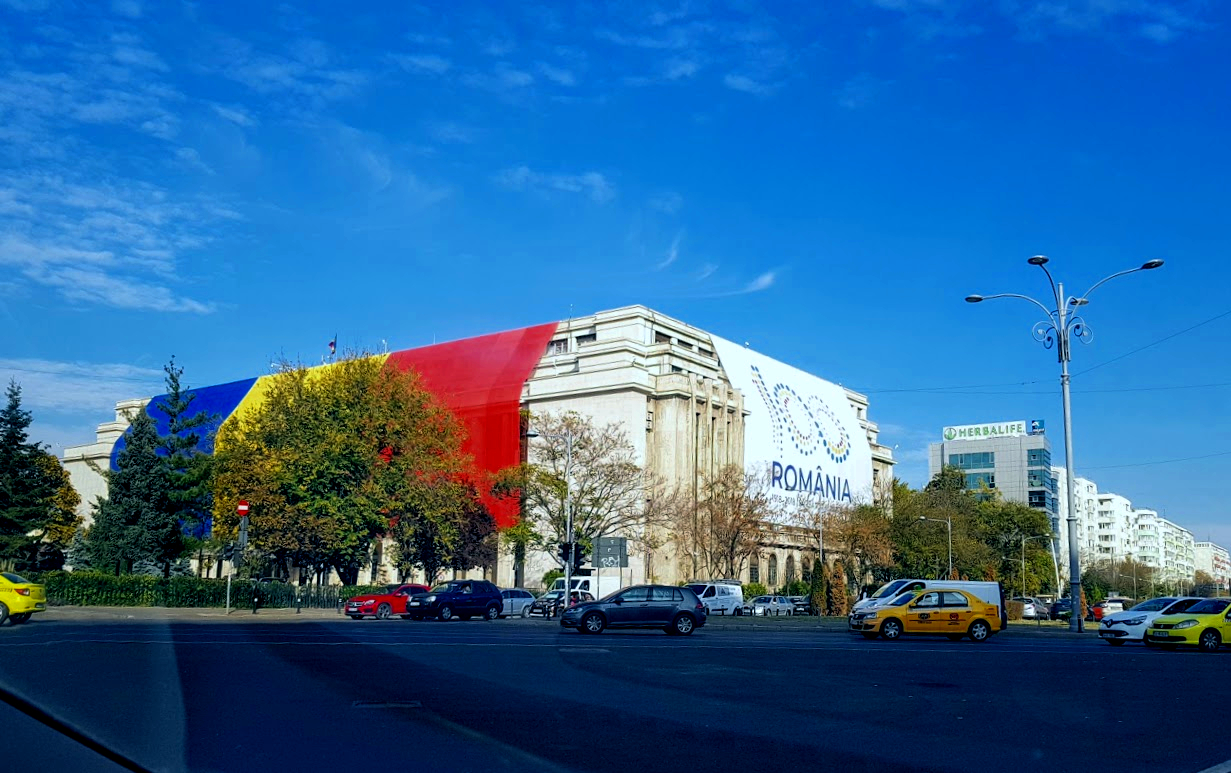
Palacio Victoria 2018

El Palacio Victoria (en rumano: Palatul Victoria) es un palacio situado en la plaza de la Victoria, en la ciudad de Bucarest, capital de Rumania.

## Historia
Fue construido a partir de 1937, aunque su construcción no concluyó hasta 1944 y su inauguración se produjo apenas en 1952. Posee 3 plantas y fue diseñado por el arquitecto Duiliu Marcu. Está catalogado como Monumento histórico de Rumanía.

## Sede
Es la sede del primer ministro de Rumania y su gabinete.